# Тринидад и Тобаго на Светском првенству у атлетици у дворани 2016.
Тринидад и Тобаго је учествовао на 16. Светском првенству у атлетици у дворани 2016. одржаном у Портланду од 17. до 20. марта  петнаести пут. Репрезентацију Тринидада и Тобага представљало је 11 такмичара (7 мушкараца и 4 жене), који су се такмичили у 7 дисциплина (4 мушке и 3 женске).,
На овом првенству Тринидад и Тобаго је по броју освојених медаља делио 25 место са 2 освојене медаље (2 бронзане). У табели успешности према броју и пласману такмичара који су учествовали у финалним такмичењима (првих 8 такмичара) Тринидад и Тобаго је са 5 учесника у финалу заузео 12. место са 25 бодова.
| Плас. | Земља             | 1. место | 2. место | 3. место | 4. место | 5. место | 6. место | 7. место | 8. место | Бр. финал. | Бод. |
| ----- | ----------------- | -------- | -------- | -------- | -------- | -------- | -------- | -------- | -------- | ---------- | ---- |
| 12.   | Тринидад и Тобаго | 0        | 0        | 2        | 2        | 0        | 1        | 0        | 0        | 5          | 25   |

## Учесници
| Мушкарци: - Рондел Сориљо — 60 м - Деон Лендор — 400 м, 4x400 м - Лалонд Гордон — 400 м, 4x400 м - Микел Томас — 60 м препоне - Џерим Соломон — 4x400 м - Ади Алејн-Форт — 4x400 м - Мајкл Седенио — 4x400 м | Жене: - Мишел-Ли Ахје — 60 м - Кели-Ен Баптист — 60 м - Ајана Александар — Троскок - Клеопатра Борел — Бацање кугле |

## Резултати

### Мушкарци
| Атлетичар      | Дисциплина   | Лични рекорд | Квалификације  | Квалификације | Полуфинале    | Полуфинале | Финале               | Финале       | Детаљи |
| Атлетичар      | Дисциплина   | Лични рекорд | Резултат       | Место         | Резултат      | Место      | Резултат             | Место        | Детаљи |
| -------------- | ------------ | ------------ | -------------- | ------------- | ------------- | ---------- | -------------------- | ------------ | ------ |
| Рондел Сориљо  | 60 м         | 6,57         | 6,64 КВ        | 3. у гр. 7    | 6,68          | 6. у гр. 1 | Није се квалификовао | 20 / 53 (56) |        |
| Деон Лендор    | 400 м        | 45,03 НР     | 46,38 КВ       | 1. у гр. 1    | 46,23 КВ      | 2. у гр. 1 | 46,17                |              |        |
| Лалонд Гордон  | 400 м        | 45,17        | 46,72 КВ       | 1. у гр. 2    | 46,03 КВ, ЛРС | 3. у гр. 2 | 47,62                | 6 / 26 (30)  |        |
| Микел Томас    | 60 м препоне | 7,67         | 7,72 кв        | 4. у гр. 4    | 7,72          | 7. у гр. 2 | Није се квалификовао | 12 / 27 (28) |        |
| Џарин Соломон  | 4 х 400 м    | 3:06,85 НР   | 3:07,83 кв НРС | 3. у гр. 1    |               |            | 3:05,51 НР           |              |        |
| Лалонд Гордон  | 4 х 400 м    | 3:06,85 НР   | 3:07,83 кв НРС | 3. у гр. 1    |               |            | 3:05,51 НР           |              |        |
| Ади Алејн-Форт | 4 х 400 м    | 3:06,85 НР   | 3:07,83 кв НРС | 3. у гр. 1    |               |            | 3:05,51 НР           |              |        |
| Деон Лендор    | 4 х 400 м    | 3:06,85 НР   | 3:07,83 кв НРС | 3. у гр. 1    |               |            | 3:05,51 НР           |              |        |
| Рондел Сориљо  | 4 х 400 м    | 3:06,85 НР   | 3:07,83 кв НРС | 3. у гр. 1    |               |            | 3:05,51 НР           |              |        |
| Мајкл Седенио  | 4 х 400 м    | 3:06,85 НР   | 3:07,83 кв НРС | 3. у гр. 1    |               |            | 3:05,51 НР           |              |        |

### Жене
| Атлетичарка      | Дисциплина   | Лични рекорд | Квалификације     | Квалификације | Полуфинале      | Полуфинале | Финале                | Финале       | Детаљи |
| Атлетичарка      | Дисциплина   | Лични рекорд | Резултат          | Место         | Резултат        | Место      | Резултат              | Место        | Детаљи |
| ---------------- | ------------ | ------------ | ----------------- | ------------- | --------------- | ---------- | --------------------- | ------------ | ------ |
| Мишел-Ли Ахје    | 60 м         | 7,10 НР      | 7,09(.081) КВ, НР | 1. у гр. 4    | 7,09 КВ, НР     | 1. у гр. 2 | 7,11                  | 4 / 44 (45)  |        |
| Кели-Ен Баптист  | 60 м         | 7,13         | 7,25 кв, ЛРС      | 5. у гр. 6    | 7,16 (.154) ЛРС | 4. у гр. 1 | Није се квалификовала | 10 / 44 (45) |        |
| Ајана Александар | Троскок      | 13,99        |                   |               |                 |            | Без пласмана          | Без пласмана |        |
| Клеопатра Борел  | Бацање кугле | 19,48 НР     | 18,38 ЛРС         | 4 / 11        |                 |            |                       |              |        |